# Orocó
Orocó es un municipio brasileño del estado de Pernambuco. Tiene una población estimada al 2020 de 15 152 habitantes.

## Historia
La localidad fue habitada primitivamente por indígenas, por ser un lugar muy propicio para la caza y la pesca. Posteriormente, el lugar fue una hacienda ganadera propiedad del Sr. Mariano Reyes; alrededor de 1912 el Sr. Quirino do Nacimiento, oriundo del Estado de Bahía, vino a instalarse en la localidad.
Con el aumento del movimiento de personas, vino la necesidad de la realización de una feria, que ocurrió por primera vez en 1915; e inmediatamente fue totalmente destruida el año 1919 por una subida del Río San Francisco. Por ese motivo, las casas fueron reconstruidas más distantes del margen del referido Río, que con el progreso de la población pasó a ser Distrito.